# Блейк Шелтън
Блейк Шелтън (на английски: Blake Tollison Shelton) е американски кънтри певец, който дебютира през 2001 година с песента „Остин“ („Austin“). Тя се издига до номер едно в класациите за кънтри музика (Billboard Hot Country Songs) и се задържа на това място в продължение на пет седмици. През 2003 година излиза албума The Dreamer, а през 2004 година „Blake Shelton's Barn & Grill“, които стават златни. Четвърти и пети албум излизат през 2007 и 2008 година, съответно „Pure BS“ и „Startin' Fires“. През 2011 година излиза „Red River Blue“, през 2012 – „Cheers It's Christmas“, „Bringing Back the Sunshine“ през 2014, „If I'm Honest“ през 2016 и „Texoma Shore“ – 2017.
18 сезона подред той е в състава на журито на телевизионното предаване „Гласът“ (The voice) и единственият останал незаменим от оригиналния състав заедно с Кристина Агилера, Сий Ло Грийн и Адам Лавин. Предаването му носи голяма популярност.
Двадесет и седем от неговите песни стават номер едно в класациите през годините, 17 от които последователно. Някои от най-известните му песни са: „Austin“ (2001), „All Over Me“ (2001), „Ol' Red“ (2002), „The Baby“ (2003), „Some Beach“ (2004 – 2005), „Nobody but Me“ (2005), „The More I Drink“ (2007), „Home“ (2008), „She Wouldn't Be Gone“ (2009), „Hillbilly Bone“ (2010), „All About Tonight“ (2010), „God Gave Me You“ (2010), „Who Are You When I'm Not Looking“ (2011), „Honey Bee“ (2011), „Drink on It“ (2012) и „Over“ (2012).
През 2003 година се жени за Кейнет Уилиямс Герн, но те се развеждат пре 2006 година. През май 2011 година сключва брак с кънтри певицата Миранда Ламбърт, но се развеждат през 2015 г. През същата година негов партньор става Гуен Стефани През 2012 година печели няколко награди от CMT (Country Music Awards) и ACM (Academy of Country Music Awards). Номиниран е 8 пъти за Грами

## Музикална кариера

### 2001 – 2006 г.: Начална кариера
След няколко години в Нешвил Блейк Шелтън подписва договор с Giant Records през 2001 г. Тогава той издава песен, озаглавена I Wanna Talk About Me, като сингъл. Музикалната компания обаче намира песента за неподходяща за водещ сингъл и в крайна сметка тя е записана от Тоби Кийт, чиято версия става номер едно.
Вместо това Giant пуска сингъла Austin като дебютен за Шелтън. Малко след излизането му компанията Giant Records е затворена и Шелтън е прехвърлен към дружеството майка – Warner Bros. Records. Austin продължава да е номер едно в продължение на пет седмици в класацията Billboard Hot Country Singles & Tracks (сега Hot Country Songs). Warner издава едноименния дебютен албум на Шелтън, който е продуциран от текстописеца Боби Брадок. Компанията също така продуцира и хитовете „All Over Me", в който певецът е съавтор с Ърл Томас Конли и Майк Пайл, и Ol 'Red, намиращи място в топ 20. Въпреки че изпълнението на Шелтън на Ol 'Red не се превръща в голям радио хит, той възприема песента за ключова. Впоследствие тя става популярна по време на концертите. Блейк Шелтън получава златен сертификат от Асоциацията на звукозаписната индустрия на Америка (Recording Industry Association of America, RIAA) за продажбата на 500 000 копия.
Блейк Шелтън получава положителна оценка от Maria Konicki Dinoia от Allmusic, която определя Austin като „изключително творчество“ и хвали Шелтън за включването на песни, написани от Брадок и Конли. Country Standard Time са по-малко благосклонни, като Scott Homewood споделя, че албумът само „намирисва“ да бъде моделиран с намерението да завладее процъфтяващия алтернативен кънтри пазар.
Вторият албум на Шелтън, The Dreamer, е пуснат на пазара за първи път на 4 февруари 2003 г. от Warner Bros. Records. Неговият водещ сингъл, The Baby, достига номер едно в кънтри класациите, като се задържа на тази позиция в продължение на три седмици. Въпреки че вторият и третият сингъл (Heavy Liftin и Playboys of the Southwestern World съответно) достигат едва 32-ро и 24-то място, The Dreamer печели също златно отличие. Блейк Шелтън, заедно с Анди Григс и Монтгомъри Джентри, участва като гост вокал на сингъла на Трейси Бърд The Truth About Men в средата на 2003 г. Barn & Grill е заглавието на третия студиен албум на Шелтън, издаден през 2004 г. Неговият първи сингъл, „When Somebody Knows You That Well", достига до 37-а позиция в кънтри класациите, докато следващата песен по ред „Some Beach" се превръща в третия му хит номер едно, задържайки се на тази позиция в продължение на четири седмици.

## Награди и номинации
Награди на Академията за кънтри музика
| Година | Получател                                                                   | Категория                                             | Резултат  |
| ------ | --------------------------------------------------------------------------- | ----------------------------------------------------- | --------- |
| 2001   | Самият той                                                                  | Top New Male Vocalist (Най-добър нов мъжки вокал)     | Номиниран |
| 2002   | Самият той                                                                  | Top New Male Vocalist (Най-добър нов мъжки вокал)     | Номиниран |
| 2003   | The Truth About Men (песен) (с Tracy Byrd, Andy Griggs и Montgomery Gentry) | Vocal Event of the Year (Вокално събитие на годината) | Номиниран |
| 2010   | Hillbilly Bone (песен) (с Trace Adkins)                                     | Vocal Event of the Year (Вокално събитие на годината) | Спечелил  |
| 2012   | Самият той                                                                  | Entertainer of The Year (Изпълнител на годината)      | Номиниран |
| 2012   | Самият той                                                                  | Male Vocalist of The Year (Мъжки вокал на годината)   | Спечелил  |
| 2013   | Самият той                                                                  | Male Vocalist of The Year (Мъжки вокал на годината)   | Номиниран |
| 2013   | Самият той                                                                  | Gene Weed Special Achievement Award                   | Спечелил  |
| 2013   | Самият той                                                                  | Entertainer of the Year (Изпълнител на годината)      | Номиниран |
| 2013   | Over You                                                                    | Song of the Year                                      | Спечелил  |
| 2014   | Mine Would Be You                                                           | Song of the Year                                      | Номиниран |
| 2014   | Based on a True Story...                                                    | Album of the Year (Албум на годината)                 | Номиниран |
| 2014   | Boys 'Round Here(с участието на Pistol Annies)                              | Vocal Event of the Year (Вокално събитие на годината) | Номиниран |
| 2014   | Самият той                                                                  | Entertainer of The Year (Изпълнител на годината)      | Номиниран |
| 2014   | Самият той                                                                  | Male Vocalist of The Year (Мъжки вокал на годината)   | Номиниран |

Други награди
| Година | Асоциация                              | Категория                                                                                         | Резултат  |
| ------ | -------------------------------------- | ------------------------------------------------------------------------------------------------- | --------- |
| 2003   | Асоциацията за кънтри музика           | Награда Horizon                                                                                   | Номиниран |
| 2003   | Асоциацията за кънтри музика           | Вокално събитие на годината – The Truth About Men (с Tracy Byrd, Andy Griggs и Montgomery Gentry) | Номиниран |
| 2010   | Музикални награди CMT                  | Съвместно видео на годината – Hillbilly Bone (с Trace Adkins)                                     | Спечелил  |
| 2010   | Асоциацията за кънтри музика           | Мъжки вокал на годината                                                                           | Спечелил  |
| 2010   | Асоциацията за кънтри музика           | Вокално събитие на годината – Hillbilly Bone (с Trace Adkins)                                     | Спечелил  |
| 2011   | Музикални награди CMT                  | Видео на годината при мъжете – Who Are You When I'm Not Looking                                   | Спечелил  |
| 2011   | Музикални награди CMT                  | Най-добро уеб видео на годината – Kiss My Country                                                 | Спечелил  |
| 2011   | Изборът на тийнейджърите               | Музикален избор: Кънтри изпълнител при мъжете                                                     | Номиниран |
| 2011   | Изборът на тийнейджърите               | Музикален избор: Кънтри сънгъл – Honey Bee                                                        | Номиниран |
| 2011   | Асоциацията за кънтри музика           | Изпълнител на годината                                                                            | Номиниран |
| 2011   | Асоциацията за кънтри музика           | Мъжки вокал на годината                                                                           | Спечелил  |
| 2011   | Асоциацията за кънтри музика           | Сингъл на годината – Honey Bee                                                                    | Номиниран |
| 2011   | Асоциацията за кънтри музика           | Албум на годината – All About Tonight                                                             | Номиниран |
| 2011   | Асоциацията за кънтри музика           | Музикално видео на годината – Honey Bee                                                           | Номиниран |
| 2011   | Американски музикални награди          | Любим кънтри изпълнител при мъжете                                                                | Спечелил  |
| 2012   | Изборът на публиката                   | Любим изпълнител сред мъжете                                                                      | Номиниран |
| 2012   | Изборът на публиката                   | Любим кънтри изпълнител                                                                           | Номиниран |
| 2012   | Награди грами                          | Най-добър кънтри албум – Red River Blue                                                           | Номиниран |
| 2012   | Награди грами                          | Най-добро кънтри солово изпълнение – Honey Bee                                                    | Номиниран |
| 2012   | Награди грами                          | Най-добра кънтри песен – God Gave Me You                                                          | Номиниран |
| 2012   | CMT Teddy Awards                       | Най-добро флирт видео – Honey Bee                                                                 | Спечелил  |
| 2012   | Музикални награди СМТ                  | Видео на годината – God Gave Me You                                                               | Номиниран |
| 2012   | Музикални награди СМТ                  | Видео на годината сред мъжете – God Gave Me You                                                   | Номиниран |
| 2012   | Музикални награди СМТ                  | CMT Изпълнение на годината – Footloose                                                            | Номиниран |
| 2012   | Изборът на тийнейджърите               | Кънтри изпълнител сред мъжете                                                                     | Номиниран |
| 2012   | Изборът на тийнейджърите               | Кънтри песен – God Gave Me You                                                                    | Номиниран |
| 2012   | Изборът на тийнейджърите               | Мъжки вокал                                                                                       | Номиниран |
| 2012   | Асоциацията за кънтри музика           | Изпълнител на годината                                                                            | Спечелил  |
| 2012   | Асоциацията за кънтри музика           | Мъжки вокал на годината                                                                           | Спечелил  |
| 2012   | Асоциацията за кънтри музика           | Сингъл на годината                                                                                | Номиниран |
| 2012   | Асоциацията за кънтри музика           | Песен на годината                                                                                 | Спечелил  |
| 2013   | Изборът на публиката                   | Любим изпълнител сред мъжете                                                                      | Номиниран |
| 2013   | Изборът на публиката                   | Любим кънтри изпълнител                                                                           | Номиниран |
| 2013   | Награди грами                          | Най-добро кънтри солово изпълнение – Over                                                         | Номиниран |
| 2013   | Изборът на децата                      | Любим изпълнител сред мъжете                                                                      | Номиниран |
| 2013   | Награди на Академията за кънтри музика | Изпълнител на годината                                                                            | Номиниран |
| 2013   | Награди на Академията за кънтри музика | Мъжки вокал на годината                                                                           | Номиниран |
| 2013   | Награди на Академията за кънтри музика | Песен на годината – Over You                                                                      | Спечелил  |
| 2013   | Награди на Академията за кънтри музика | Gene Weed Special Achievement Award                                                               | Спечелил  |
| 2013   | Музикални награди СМТ                  | Видео на годината при мъжете – Sure Be Cool If You Did                                            | Спечелил  |
| 2013   | Награди на Академията за кънтри музика | Изпълнител на годината                                                                            | Номиниран |
| 2013   | Награди на Академията за кънтри музика | Мъжки вокал на годината                                                                           | Спечелил  |
| 2013   | Награди на Академията за кънтри музика | Албум на годината – Based On A True Story...                                                      | Спечелил  |
| 2013   | Награди на Академията за кънтри музика | Музикално събитие на годината – Boys 'Round Here (с Pistol Annies)                                | Номиниран |
| 2013   | Награди на Академията за кънтри музика | Музикално видео на годината – Boys 'Round Here (с Pistol Annies)                                  | Номиниран |
| 2013   | Американски музикални награди          | Любим кънтри изпълнител при мъжете                                                                | Номиниран |
| 2013   | Американски кънтри награди             | Изпълнител на годината                                                                            | Номиниран |
| 2013   | Американски кънтри награди             | Мъжки изпълнител на годината                                                                      | Номиниран |
| 2013   | Американски кънтри награди             | Албум на годината – Based On A True Story...                                                      | Спечелил  |
| 2013   | Американски кънтри награди             | Сингъл на мъжки изпълнител – Sure Be Cool If You Did                                              | Спечелил  |
| 2013   | Американски кънтри награди             | Great American Country – Музикално видео на годината – Sure Be Cool If You Did                    | Спечелил  |
| 2013   | Американски кънтри награди             | Музикално видео сред мъжете – Sure Be Cool If You Did                                             | Спечелил  |
| 2014   | Изборът на публиката                   | Любим мъжки изпълнител                                                                            | Номиниран |
| 2014   | Изборът на публиката                   | Любим кънтри изпълнител                                                                           | Номиниран |
| 2014   | Изборът на публиката                   | Любим албум – Based On A True Story...                                                            | Номиниран |
| 2014   | Награди Грами                          | Най-добър кънтри албум – Based On A True Story...                                                 | Номиниран |
| 2014   | Награди Грами                          | Най-добро кънтри солово изпълнение – Mine Would Be You                                            | Номиниран |
| 2014   | Музикални награди iHeartRadio          | Кънтри песен на годината – Mine Would Be You                                                      | Номиниран |
| 2014   | Музикални награди iHeartRadio          | Кънтри песен на годината – Boys 'Round Here (с Pistol Annies)                                     | Спечелил  |
| 2014   | Музикални награди Billboard            | Топ кънтри изпълнител                                                                             | Номиниран |
| 2014   | Музикални награди Billboard            | Топ кънтри албум – Based On A True Story...                                                       | Номиниран |
| 2014   | Музикални награди Billboard            | Топ кънтри песен – Boys 'Round Here (с Pistol Annies)                                             | Номиниран |